# Wólka (gromada w powiecie dąbrowskim)
Wólka – dawna gromada, czyli najmniejsza jednostka podziału terytorialnego Polskiej Rzeczypospolitej Ludowej w latach 1954–1972.
Gromady, z gromadzkimi radami narodowymi (GRN) jako organami władzy najniższego stopnia na wsi, funkcjonowały od reformy reorganizującej administrację wiejską przeprowadzonej jesienią 1954 do momentu ich zniesienia z dniem 1 stycznia 1973, tym samym wypierając organizację gminną w latach 1954–1972.
Gromadę Wólka z siedzibą GRN w Wólce utworzono – jako jedną z 8759 gromad – w powiecie sokólskim w woj. białostockim, na mocy uchwały nr 22/V WRN w Białymstoku z dnia 4 października 1954. W skład jednostki weszły obszary dotychczasowych gromad Wólka, Dubasiewskie Kolonia, Olszanka, Kopciówka, Hałodolina, Połomin i Połomin Kolonia ze zniesionej gminy Suchowola w tymże powiecie. Dla gromady ustalono 15 członków gromadzkiej rady narodowej.
31 grudnia 1959 z gromady Wólka wyłączono obszar lasów państwowych N-ctwa Kumiałka obejmujący oddziały 104-110, 110 A, 110 B, 111—118 o łącznej powierzchni 375,90 ha, włączając go do gromady Suchowola; równocześnie do gromady Wólka przyłączono wsie Sucha Góra i Kizielewszczyzna oraz kolonie Piątak i Tablewoze zniesionej gromady Krasne oraz wsie Czerwonka i Morgi, kolonię Bachmackie oraz obszar lasów państwowych N-ctwa Kumiałka obejmujący oddziały 98—103 ze zniesionej gromady Czerwonka.
31 grudnia 1961 roku gromadę przyłączono do powiatu dąbrowskiego.
Gromada przetrwała do końca 1972 roku, czyli do kolejnej reformy gminnej.